# Assassinato de Jody Dobrowski
Jody Dobrowski (27 de junho de 1981 – 15 de outubro de 2005) foi um gerente assistente de bar inglês de 24 anos que foi assassinado em Clapham Common, no sul de Londres. No dia 14 de outubro, por volta da meia-noite, foi espancado até a morte com socos e chutes por dois homens que o consideravam gay, e declarado morto na madrugada do dia 15 de outubro. Testes realizados no St George's Hospital em Tooting, Sul de Londres, revelaram que Dobrowski tinha o cérebro inchado, nariz quebrado e hematomas extensos no pescoço, coluna e virilha. Sua família não conseguiu identificá-lo porque seu rosto estava muito desfigurado e ele teve que ser identificado por impressões digitais.
Seus dois agressores, Thomas Pickford e Scott Walker, se confessaram culpados do assassinato de Dobrowski no tribunal criminal de Old Bailey em 12 de maio de 2006 e foram condenados à prisão perpétua em 16 de junho de 2006, com um mínimo de 28 anos a serem cumpridos. Ambos os homens estiveram envolvidos em um ataque contra um homem gay duas semanas antes do assassinato de Dobrowski. Walker estava em liberdade devido a ameaças contra sua mãe, mas a licença expirou um dia antes do assassinato; no entanto, não havia expirado no momento do ataque homofóbico anterior.
Este foi um caso marcante na Grã-Bretanha, onde a Secção 146 da Lei de Justiça Criminal de 2003 foi utilizada para condenar os assassinos. Esta lei habilita os tribunais a impor penas mais duras para crimes motivados ou agravados pela orientação sexual da vítima em Inglaterra e no País de Gales. O juiz de primeira instância foi Brian Barker QC.

## Plano de fundo
Dobrowski nasceu em 27 de junho de 1983 em Stroud, Gloucestershire, Inglaterra. Ele estudou bacharelado em Ciências Biomédicas com Toxicologia no University of Wales Institute, Cardiff e se mudou para Londres em 2001. Lá ele conseguiu um emprego como gerente de shows no clube Battersea Jongleurs/Bar Risa, o principal local do famoso clube de comédia stand-up. corrente. Algumas semanas antes de seu assassinato, Dobrowski recebeu uma oferta de cargo de gerente assistente na filial do clube em Camden Lock.
Em entrevista ao The Times, o segurança do clube onde Dobrowski trabalhava disse: "se você tivesse conhecido esse cavalheiro, saberia que ele é um jovem de rosto fresco que nunca disse uma palavra desagradável a ninguém, mesmo ao bêbados que vinham da rua. Esse era o jeito dele: um cara gentil e doce. Após a sentença de Pickford e Walker, a família de Dobrowski fez uma declaração conjunta descrevendo-o como "um homem inteligente, engraçado, trabalhador e bonito, cuja vida foi socada e chutada brutal e impiedosamente".

## O ataque
As últimas horas da vida de Dobrowski não são totalmente claras. Na sexta-feira, 14 de outubro de 2005, foi relatado que ele visitou amigos em Clapham, onde havia trabalhado antes de mudar de clube para sua promoção. Ele deixou amigos por volta das 22h15 e estava a dez minutos a pé de Clapham Common. Seus assassinos estavam vagando por Clapham Common depois de uma noite de bebedeira. O juiz, Brian Barker, disse que a dupla foi a Clapham Common especificamente para cometer atos de "violência homofóbica". Dobrowski cruzou o caminho dos dois homens que automaticamente presumiram que ele era gay, já que Clapham Common é um conhecido local de pegação para homens gays.
A polícia diz que houve uma breve troca de palavras antes de Pickford começar a dar socos em Dobrowski. Walker então se juntou ao ataque. Uma testemunha que interveio foi avisada e disse: “Não gostamos de bichas aqui e é por isso que podemos matá-lo se quisermos”. Eles então continuaram o ataque por um período de tempo desconhecido, enquanto, segundo testemunhas, lançavam continuamente insultos homofóbicos. Os ferimentos restantes foram tão graves que o patologista não conseguiu identificar quantas vezes ele havia sido atingido, mas identificou 33 áreas de ferimentos na cabeça, rosto, orelhas e pescoço. Dobrowski teve que ser identificado por impressões digitais. Um policial que chegou ao local do crime o descreveu como “uma polpa inchada e sangrenta”. Ele estava inconsciente quando foi encontrado na madrugada de sábado, 15 de outubro, e morreu devido aos ferimentos mais tarde no hospital.
Houve muita atenção da mídia sobre o ataque devido à sua brutalidade, à sexualidade de Dobrowski, e por ser considerado um crime de ódio. A polícia acabou por localizar os assassinos, que foram presos uma semana após o crime e acabaram por confessar em 12 de maio de 2006. Em Janeiro de 2006, negaram ter cometido o crime, porém mais tarde retrataram-se.

## FilmeClapham Junction
Em 2007, o Channel 4 do Reino Unido lançou Clapham Junction, um drama de TV parcialmente baseado no assassinato. O filme, escrito por Kevin Elyot e dirigido por Adrian Shergold, foi exibido pela primeira vez em 22 de julho de 2007, no Channel 4, quase dois anos após o assassinato. Apresenta David Leon como Alfie Cartwright, um homem gay que é espancado em Clapham Common e morre devido aos ferimentos. Foi exibido para marcar o 40º aniversário da descriminalização da homossexualidade na Inglaterra e no País de Gales, e destacou a violência contra gays e crimes de ódio baseados na orientação sexual. Foi exibido pela segunda vez no More4 em 30 de julho de 2007.